# Падден, Дейв
Дейв Падден (англ. Dave Padden; 13 февраля 1976 года) — канадский музыкант, наиболее известен как вокалист и ритм-гитарист канадской трэш-метал группы Annihilator, участником которой был с 2003 по 2014 г.

## Биография
Дейв Падден родился 13 февраля 1976 года в Канаде. В 2003 году он вошёл в состав группы канадской трэш-метал группы Annihilator как вокалист. Позже он также взял на себя роль ритм-гитариста. В составе группы он участвовал в записи 5 альбомов (All for You, Schizo Deluxe, Metal, Annihilator, Feast) и двух концертных видео (Ten Years in Hell, Live at Masters of Rock). В 2009 году Дейв вместе с группой стал победителем в Канадской Независимой Музыкальной награде (Canadian Independent Music Awards, или INDIES) в номинации Любимый метал-артист/группа (Favourite Metal Artist/Group).
Кроме участия в группе Annihilator, в 2006 году Дейв организовал самостоятельный проект Silent Strain, в рамках которого была записана демоверсия альбома. Но широкой известности группа не получила.
В 2008 году Падден Дейв стал вокалистом в составе канадской группы Terror Syndrome, заменив ушедшего Дэнтона Брэмли.
В 2015 году группа Annihilator анонсировала, что Дейв покинул её состав в декабре 2014 года. Причиной была усталость от бесконечных турне и тоска по дому. 